# Portugal. The Man
Portugal. The Man là một ban nhạc rock của Mỹ đến từ Wasilla, bang Alaska, hiện đã chuyển về Portland, Oregon. Các thành viên trong nhóm gồm John Gourley, Zach Carothers, Kyle O'Quin, Jason Sechrist và Eric Howk. Gourley và Carothers gặp nhau và bắt đầu cùng chơi nhạc từ khi học tại trường Trung học Wasilla. Hai album đầu tiên của nhóm phát hành dưới nhãn đĩa Fearless Records. Ngày 2 tháng 4 năm 2010, nhóm chuyển sang ký hợp đồng với Atlantic Records.
Năm 2017, đĩa đơn "Feel It Still" từ album phòng thu mới nhất Woodstock, đã trở thành ca khúc nổi tiếng của nhóm tại thị trường Mỹ, chạm tới #1 trên Billboard Alternative Songs, Hot 100 Airplay, và Pop Songs cũng như lọt vào tốp 5 của Billboard Hot 100. Ngày 28 tháng 11 năm 2017, bài hát được đề cử hạng mục Trình diễn Song ca/Nhóm nhạc pop xuất sắc nhất tại giải Grammy lần thứ 60.

## Danh sách album
- Waiter: "You Vultures!" (2006)
- Church Mouth (2007)
- Censored Colors (2008)
- The Satanic Satanist (2009)
- American Ghetto (2010)
- In the Mountain in the Cloud (2011)
- Evil Friends (2013)
- Woodstock (2017)